# Moreno De Pauw
Moreno De Pauw (Sint-Niklaas, 12 d'agost de 1991) és un ciclista belga, professional des del 2014. Actualment corre a l'equip Sport Vlaanderen-Baloise. Els seus principals èxits han estat en el ciclisme en pista.

## Palmarès en pista
- 2012
  -  Campió de Bèlgica en Madison (amb Nicky Cocquyt)
- 2013
  -  Campió de Bèlgica en Quilòmetre
  -  Campió de Bèlgica en Scratch
  -  Campió de Bèlgica en Òmnium
- 2014
  -  Campió de Bèlgica en Puntuació
  -  Campió de Bèlgica en Quilòmetre
- 2015
  -  Campió de Bèlgica en Òmnium
  -  Campió de Bèlgica en Quilòmetre
  -  Campió de Bèlgica en Scratch
  -  Campió de Bèlgica en Madison (amb Nicky Cocquyt)
  - 1r als Sis dies de Londres (amb Kenny De Ketele)
- 2016
  -  Campió de Bèlgica en Puntuació
  -  Campió de Bèlgica en Madison (amb Kenny De Ketele)
  - 1r als Sis dies de Berlín (amb Kenny De Ketele)
  - 1r als Sis dies de Londres (amb Kenny De Ketele)
  - 1r als Sis dies d'Amsterdam (amb Kenny De Ketele)
- 2017
  -  Campió de Bèlgica en Òmnium
  - 1r als Sis dies de Gant (amb Kenny De Ketele)

## Palmarès en ruta
- 2013
  - Vencedor d'una etapa de l'An Post Rás